# Ocotea auriculata
Ocotea auriculata är en lagerväxtart som beskrevs av Tobias Lasser. Ocotea auriculata ingår i släktet Ocotea och familjen lagerväxter. Inga underarter finns listade i Catalogue of Life.